# 何运洪
何运洪（1911年—2001年），中国人民解放军将领、中国人民解放军开国少将。
曾任中国人民志愿军50军副政委。1955年，授予中国人民解放军少将。